# 7e Panzerdivision
Pour les articles homonymes, voir 7e division.
La 7e Panzerdivision est une division blindée de la Wehrmacht durant la Seconde Guerre mondiale. Elle existe d'abord en tant que 2e division légère (allemand : 2. Leichte-Division) créée le 10 novembre 1938.
À l'automne 1939, après avoir participé à la campagne de Pologne, elle est transformée en division blindée et prend part à la campagne de l'Ouest où, sous le commandement d'Erwin Rommel, elle gagne le surnom de « division fantôme » (allemand : Gespensterdivision). Elle est engagée dans l'invasion de l'Union soviétique puis retourne en France à l'été 1942 et participe ainsi à l'occupation de la zone libre en novembre, avant de retourner, définitivement, sur le front de l'Est.

## Emblèmes divisionnaires

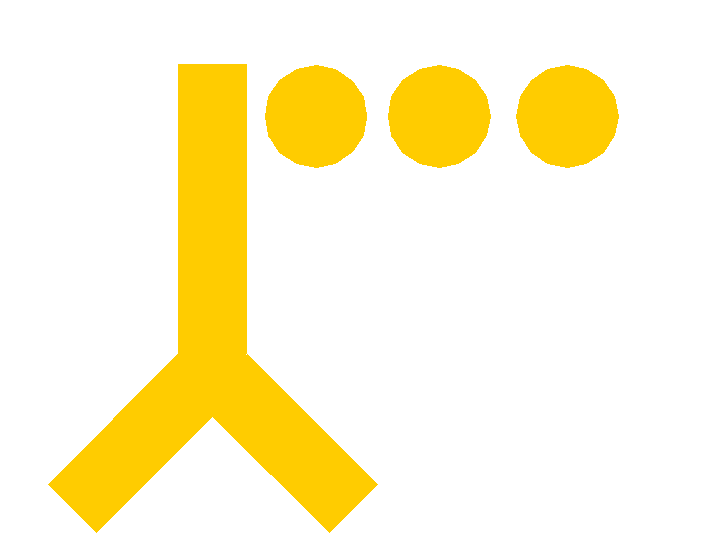
Emblème de la division en 1940
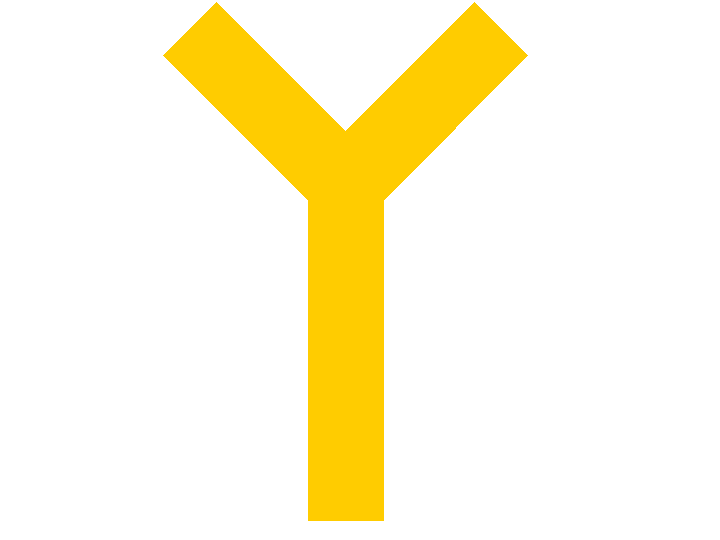
Emblème de la division de 1941 à 1945
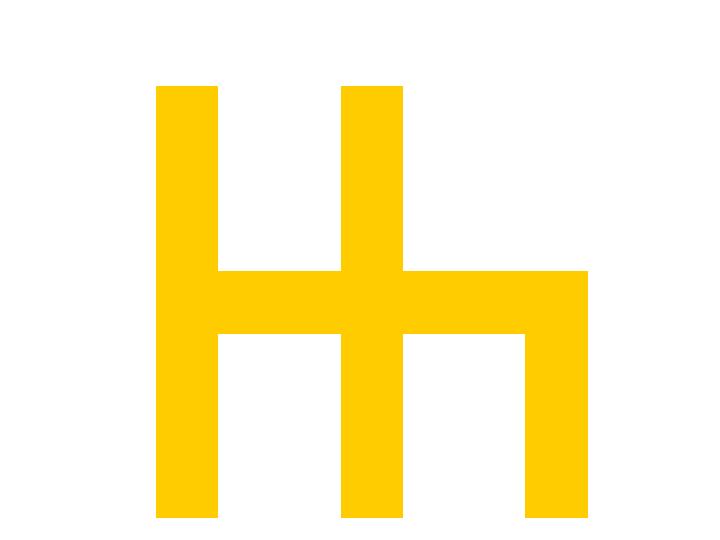
Variante
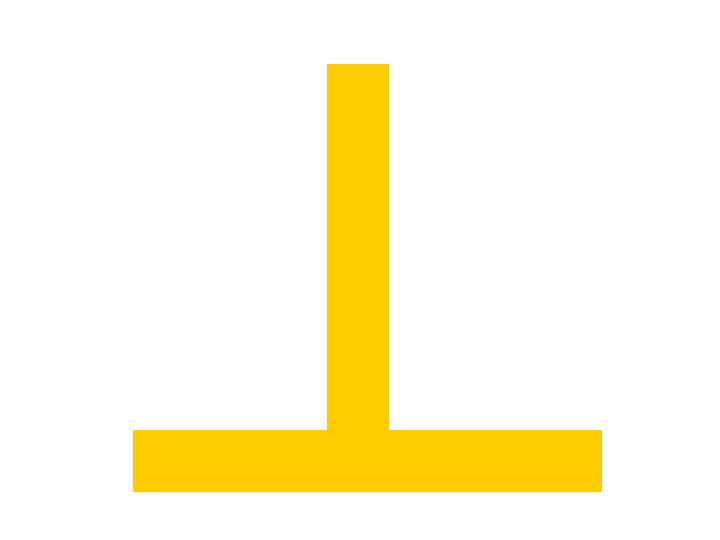
Emblème utilisé lors de la bataille de Koursk

## Histoire

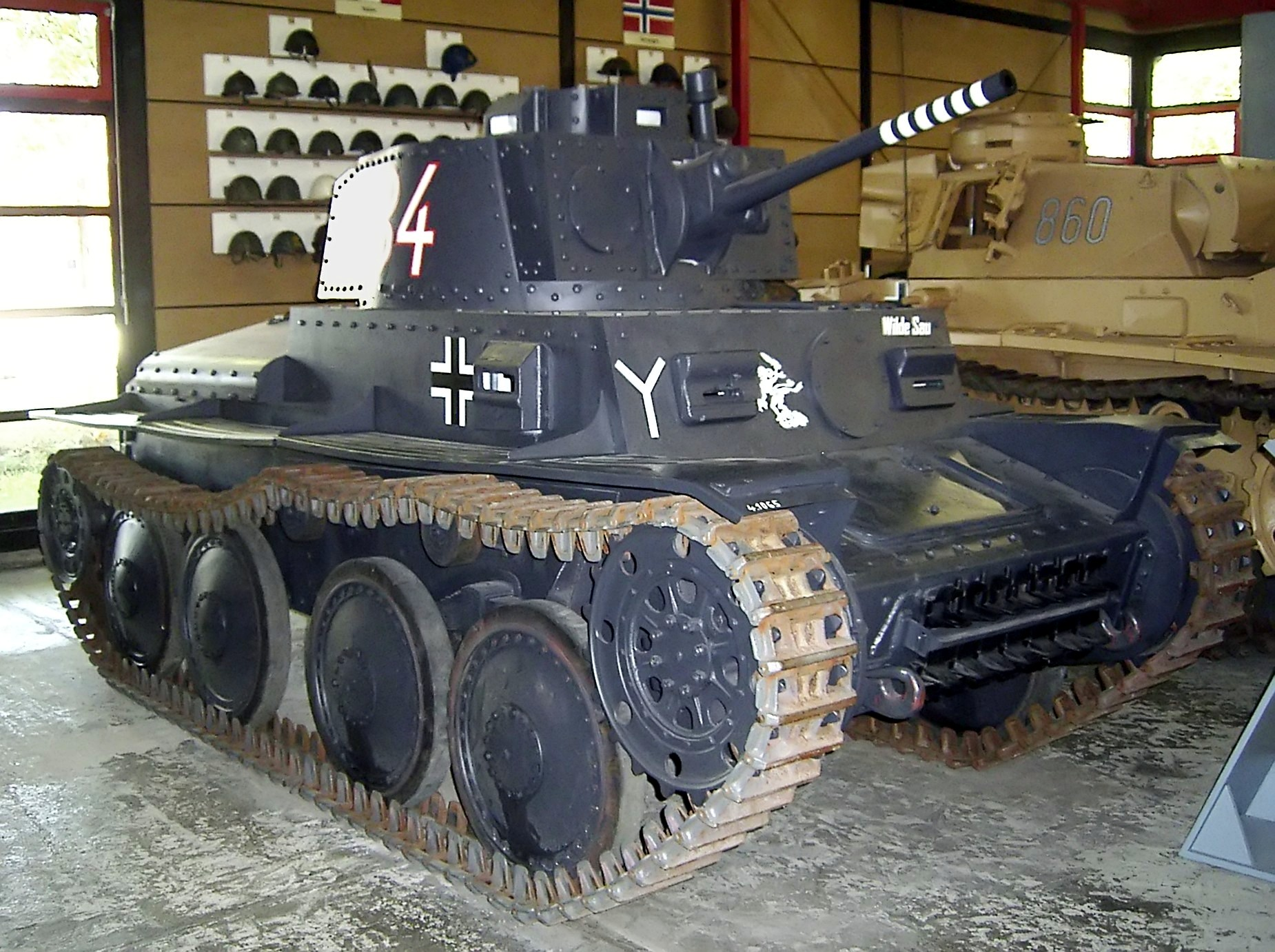
Panzer 38(t), char utilisé jusqu'en 1941 par la 7e Panzerdivision.

La 2. Leichte-Division (2e division légère) est créée le 10 novembre 1938 à Gera. En septembre 1939, elle participe à l'invasion de la Pologne. En raison des lacunes que la campagne a révélées dans l'organisation des divisions légères, qui font alors partie de la cavalerie, elle est réorganisée en division blindée. Le 18 octobre 1939, elle est renommée 7. Panzer-Division et Erwin Rommel en prend la tête en février 1940.
La division doit alors prendre part à l'offensive à l'ouest (plan Jaune) au sein du 15e corps d'armée (motorisé) lequel, progressant en avant de la 4e armée, doit gagner la Meuse au niveau de Dinant. Le 15e corps comprend une deuxième division, la 5e Panzerdivision.
|                   | Panzer I | Panzer II | Pz.Befehlswagen 38(t) | Total chars légers | Panzer 38(t) | Panzer IV | Total chars moyens et lourds | Total |
| 7e Panzerdivision | 34       | 68        | 8                     | 110                | 91           | 24        | 115                          | 225   |

Menée tambour battant, la campagne de France est bouclée en 6 semaines et met en évidence les talents de commandement de Rommel.
Chronologie de la 7e Panzerdivision en Belgique et en France
- 12 mai 1940 - La 7e Panzerdivision atteint Dinant
- 13 mai 1940 - Franchit la Meuse après de violents combats
- 15 mai 1940 - Atteint Philippeville et continue vers l'ouest dépassant Avesnes et Le Cateau après les combats contre la 4e division d'infanterie nord-africaine du général Sancelme.
- 21 mai 1940 - Arrive à Arras où elle subit une contre-attaque de 2 régiments de chars britanniques qui sera arrêtée par les canons « tueurs de chars » Flak 88.
- 5 juin 1940 - La 7e Division Panzer est positionnée près d'Abbeville.
- 8 juin 1940 - Atteint la banlieue de Rouen.
- 10 juin 1940 - La 7e Panzer atteint la Manche à l'ouest de Dieppe (Fécamp, Veules-les-Roses).
- 17 juin 1940 - Rommel atteint la banlieue sud de Cherbourg.
- 19 juin 1940 - La garnison de Cherbourg se rend à Rommel.
- 25 juin 1940 - Les combats se terminent pour 7e Panzerdivision en France.

La division reçoit le surnom de Gespensterdivision (division fantôme) qu'elle gardera jusqu'à la fin de la guerre parce que sa rapidité de manœuvre et ses déplacements sur de grandes distances ne permettaient pas à l'ennemi de localiser la division, mais c'était également le cas pour le Haut Commandement allemand. Rommel évaluait l'importance d'être avec ses hommes et de les commander depuis la ligne de front, quitte parfois à être coupé des communications avec le Haut Commandement s'il ne souhaitait pas être perturbé, son sentiment était qu'il était préférable d'agir d'abord et tout expliquer plus tard. Rommel a été critiqué sur ses manières d'agir qui étaient en dehors des usages militaires. Rommel a décrit la campagne française, dans ses lettres à son épouse comme « un voyage éclair en France ».
À la fin de la campagne, elle reste en France jusqu'au printemps 1941 comme force d'occupation.
Puis elle retourne en Allemagne se réorganiser avant de participer en juin 1941 à l'opération Barbarossa au sein du Groupe d'armées centre.
À la veille de l'opération Barbarossa, la 7e Panzerdivision avait une force totale de 265 blindés :
- 53 PzKpfw II,
- 167 Panzer 38(t)
- 30 PzKpfw IV,
- 7 Panzer 38(t) Bef (chars de commandement)
- 8 PzBef (chars de commandement)

Elle combat à Minsk, Smolensk et aux portes de Moscou. Pendant l'hiver 1941-1942, elle subit durement la contre-offensive russe.
En mai 1942, la division est rapatriée en France dans la région de Bordeaux pour se reconstituer et participe à l'invasion de la zone libre en novembre 1942.
Elle revient sur le front de l'Est et prend part à des combats défensifs à Rostov, puis en juillet 1943, elle participe à la bataille de Koursk au sein de l'opération Zitadelle avec le Groupe d'armées Sud dans le secteur de Biglerons. L'opération étant un échec, la division prend part à la retraite allemande à travers l'Ukraine et subit de lourdes pertes à Kiev en octobre puis à Jitomir en novembre de la même année.
L'année 1944 commence mal où la 7e Panzerdivision évite de justesse sa destruction près de Tarnopol avec la 1re Panzerarmee dans la poche de Kamenez-Podolsk. Toujours sollicitée, la division est transférée en Lituanie et combat à Raseiniai, puis pendant l'offensive russe de l'hiver 1944-1945 sur le secteur de Dantzig subissant encore de lourdes pertes.
La division prend part ensuite à la bataille de Berlin avant de se replier et de se rendre aux forces britanniques dans la région de Schwerin en mai 1945.

## Commandants

### 2edivisionlégère
| Date                               | Grade           | Commandant   |
| ---------------------------------- | --------------- | ------------ |
| 10 novembre 1938 - 18 octobre 1939 | Generalleutnant | Georg Stumme |

### 7ePanzerdivision
| Début            | Fin              | Grade           | Nom                     |
| ---------------- | ---------------- | --------------- | ----------------------- |
| 18 octobre 1939  | 5 février 1940   | Generalleutnant | Georg Stumme            |
| 5 février 1940   | 14 février 1941  | Generalmajor    | Erwin Rommel            |
| 15 février 1941  | 17 août 1943     | Generalmajor    | Hans Freiherr von Funck |
| 17 août 1943     | 20 août 1943     | Oberst          | Wolfgang Gläsemer       |
| 20 août 1943     | 1er janvier 1944 | Generalmajor    | Hasso von Manteuffel    |
| 1er janvier 1944 | 28 janvier 1944  | Generalmajor    | Adelbert Schulz         |
| 28 janvier 1944  | 30 janvier 1944  | Oberst          | Wolfgang Gläsemer       |
| 30 janvier 1944  | 2 mai 1944       | Generalleutnant | Dr Karl Mauss           |
| 2 mai 1944       | 9 septembre 1944 | Generalmajor    | Gerhard Schmidhuber     |
| 9 septembre 1944 | 11 octobre 1944  | Generalleutnant | Dr Karl Mauss           |
| 31 octobre 1944  | 30 novembre 1944 | Generalmajor    | Hellmuth Mäder          |
| 30 novembre 1944 | 5 janvier 1945   | Generalleutnant | Dr Karl Mauss           |
| 5 janvier 1945   | 23 janvier 1945  | Generalmajor    | Max Lemke               |
| 23 janvier 1945  | 22 mars 1945     | Generalleutnant | Dr Karl Mauss           |
| 23 mars 1945     | 8 mai 1945       | Oberst          | Hans Christern          |

## Officiers d'opérations (Ia)

### 2edivisionlégère
| Date                           | Grade | Commandant      |
| ------------------------------ | ----- | --------------- |
| 1er mai 1939 - 18 octobre 1939 | Major | Otto Heidkämper |

## Ordre de batailles

### 2edivisionlégère
- Kavallerie-Schützen-Regiment 6
- Kavallerie-Schützen-Regiment 7
- Aufklärungs-Regiment (mot.) 7
- Panzer-Abteilung 66
- Artillerie-Regiment 78
- Pionier-Bataillon 58
- 3./Nachrichten-Abteilung 29
- Inf.Div.Nachschubführer 58

### Composition en janvier 1940
- Schützen-Brigade 7
- * Schützen-Regiment 6
- * Schützen-Regiment 7
- Panzer-Regiment 25 (à deux bataillons, chacun à une compagnie lourde et deux légères[2])
- Panzer-Abteilung 66 (à une compagnie lourde et deux légères[2])
- Aufklärungs-Abteilung 37
- Panzerjäger-Abteilung 42
- Pionier-Abteilung 58
- Artillerie-Regiment 78
- Naschrichten-Abteilung 83
- Versorgungsdienste 58

### Composition en mars 1943
- Panzergrenadier-Regiment 6
- Panzergrenadier-Regiment 7
- Panzer-Regiment 25
- Panzer-Aufklärungs-Abteilung 37
- Panzerjäger-Abteilung 42
- Panzer-Pionier-Abteilung 58
- Flak-Artillerie-Abteilung 296
- Panzer-Artillerie-Regiment 78
  - Panzer-Artillerie-Abteilung I
  - Panzer-Artillerie-Abteilung II
- Panzer-Nachrichten-Abteilung 84
- Feldersatz-Abteilung 58
- Versorgungsdienste 58

## Théâtres d'opérations
- Septembre 1939 (en tant que 2e leichte division)
  - Campagne de Pologne
- Mai 1940
  - Bataille de France, Poche de Lille
- 1941
  - Opération Barbarossa
  - Bataille de Moscou
- 1942-1943
  - Opération Lila
  - Front d'Est
  - Bataille de Koursk, Kiev, Jitomir
- 1944
  - Lituanie
- 1945
  - Danzig, bataille de Berlin

## Récompenses
- 36 membres de la 7e Panzerdivision sont faits Chevaliers de la Croix de fer.
- 6 membres reçoivent la Croix de Chevalier de la Croix de fer avec feuilles de chêne.
- 3 membres reçoivent la Croix de Chevalier de la Croix de fer avec feuilles de chêne et glaives.
- 2 membres reçoivent la Croix de Chevalier de la Croix de fer avec feuilles de chêne, glaives et brillants : l'Oberst Adelbert Schulz, Commandant de la Panzer-Regiment 25 le 14 décembre 1943 (no 9) et le Generalleutnant Dr Karl Mauss, Commandant de la division le 15 avril 1945 (no 26).